# Centro de Recuperação e Educação Nutricional
O Centro de Recuperação e Educação Nutricional (CREN) é uma organização sem fins lucrativos, que em 23 anos, atendeu 12 mil famílias para o tratamento da má-nutrição infanto-juvenil. Além da assistência, a ONG desenvolve pesquisa de ponta e já capacitou 33 mil profissionais, beneficiando 3,5 milhões de pessoas indiretamente. A ONG é o centro de referência da Prefeitura de São Paulo no tema.

## História
O CREN surgiu a partir um projeto de extensão da Universidade Federal de São Paulo, que mapeou a desnutrição na zona sul paulistana. Em 1993, a instituição foi fundada com a ajuda da fundação italiana AVSI. Além da sede na Vila Mariana, hoje o CREN conta com uma unidade na Vila Jacuí, uma equipe de campo em Jundiaí e uma franquia social em Maceió, AL. Foi criada a partir da parceria com a ONG Associação Nutrir e com auxílio financeiro do BNDES.

## Programas e atividades

### Capacitação
O CREN promove a capacitação de servidores municipais das áreas da Saúde, Educação e Assistência Social no que se refere à abordagem de crianças, jovens e familiares. A multiplicação do conhecimento do CREN já beneficiou mais de oito mil profissionais públicos da cidade de São Paulo.[carece de fontes?]

## Oficinas
- Oficina de Manipulação – Receitas culinárias são feitas junto com as crianças, para que tenham a oportunidade de trabalhar o conteúdo aprendido em sala de aula de maneira prática, promovendo a autonomia da criança, bem como a oferta de alimentos com preparação específica;
- Oficina Textura Sabor – Apresentar novos sabores de alimentos  não ingeridos no cardápio habitual;
- Oficinas de Educação Nutricional para as mães ou responsáveis;
- Oficinas de Habilidades Sociais voltadas para as mães ou responsáveis;

Sendo as duas últimas voltadas para o atendimento às famílias das crianças, com visitas domiciliares para que a família faça parte do processo de reeducação alimentar e consiga aprender a preparar os alimentos adequados também.

## Inovação
A base de dados do CREN conta com informações de mais de 133 mil crianças e adolescentes que foram atendidos ao longo desses 23 anos de existência do serviço, oferecendo matéria-prima para trabalhos acadêmicos desenvolvidos pelo próprio CREN e parceiros, que já são mais de dez universidades.[carece de fontes?] O Comitê Científico conta com seis pesquisadores de relevância internacional e é presidido por Ana Lydia Sawaya. Desde 2003, profissionais do CREN participam do Grupo de Nutrição e Pobreza do Instituto de Estudos Avançados da USP.

## Colaboradores e parceiros
Com 100 colaboradores e 40 voluntários, atua em parceria com a prefeitura de São Paulo, que arca com parte dos custos mensais. O restante provém de doadores privados.
Entre os principais parceiros estão:
- ArcelorMittal,
- Ashoka,
- Central Nacional Unimed,
- EcoRodovias,
- Fundação AVSI,
- Fundação Itaú Social,
- Fundação Tide A. Setúbal,
- Instituto Carrefour,
- Instituto Pró-Vida,
- Novo Nordisk Brasil,
- Sabesp,
- Secretaria Estadual de Assistência e Desenvolvimento Social,
- Secretaria Municipal da Educação,
- Secretaria Municipal de Participação e Parceria (CMDCA e Fumcad) e
- Secretaria Municipal de Saúde

## Prêmios e conquistas
- 2011 - Prêmio Empreendedor Social, promovido pela Fundação Schwab em parceria com o Grupo Folha, por meio de sua gerente-geral, Gisela Solymos[2]
- 2010 - Difusão do método CREN em seminários e implantação em obras sociais - em Oaxaca, México
- 2008 - Metodologia do CREN em Moçambique
- 2008 - Prêmio ODM 2° edição
- 2007 - Prêmio FIES
- 2006 - Reconhecimento UNICEF
- 2005 - Metodologia do CREN no Haiti
- 2004 - Prêmio Bem Eficiente
- 2003 - Capacitação de equipes de entidades sobre método CREN em Honduras - Tegucigalpa
- 2000 - Difusão do método CREN em seminários e implantação em obras sociais - em Campeche, México
- 1999 - Prêmio Bem Eficiente